# Operação Penalidade Máxima
A Operação Penalidade Máxima é um conjunto de operações em andamento realizadas pelo Ministério Público do Estado de Goiás para investigar a chamada Máfia das Apostas, que é um grupo que se organizou para realizar esquema de apostas esportivas após aliciar jogadores, manipulando assim jogos do futebol brasileiro. Nomeada de Operação Penalidade Máxima, a ação é encabeçada pelo Grupo de Atuação Especial de Combate ao Crime Organizado (Gaeco).
No dia 14 de fevereiro de 2023, uma organização criminosa que atuava para manipular resultados de jogos de futebol na Série B do Campeonato Brasileiro foi alvo de operação do Ministério Público do Estado de Goiás (MPGO).
De acordo com o Ministério Público de Goiás (MPGO), o material apreendido no cumprimento de mandados judiciais da Operação, deflagrada no dia 14 de fevereiro, traz indícios de que as fraudes em jogos de futebol seguem ativas nas partidas dos campeonatos estaduais em 2023. De acordo com a ação, apenas em um dos jogos manipulados, o lucro estimado pela Máfia das Apostas era de R$ 2 milhões. O MPGO divulgou uma imagem, uma captura de tela de uma conversa de WhatsApp de um celular apreendido na operação com um dos suspeitos. O diálogo recente sinaliza novas combinações de manipulação, envolvendo outras condutas de jogo passíveis de aposta, como número de escanteios e cartões vermelhos.
O escândalo no futebol brasileiro foi repercutido por jornais de pelo menos nove países de três continentes.

## Investigação
A investigação começou com três jogos da Série B de 2022. Todos aconteceram na última rodada: Vila Nova 0 x 0 Sport, Criciúma 2 x 0 Tombense e Sampaio Corrêa 2 x 1 Londrina. O esquema teria um lucro estimado de R$ 2 milhões, se nos três jogos ocorressem a marcação de pênaltis. Dos três jogos, em dois deles houve a marcação de penalidades. O único que não contou com a infração foi o jogo do Vila Nova. Isso porque o jogador que recebeu inicialmente R$ 10 mil para cometer o pênalti não foi relacionado para a partida.
Foi quando a diretoria do Vila Nova decidiu afastar o atleta Romário por “indisciplina grave” e fez a denúncia ao MP.

### Operação Penalidade Máxima II
Foi deflagrada, no dia 18 de abril, a Operação Penalidade Máxima II, realizada pelo Ministério Público de Goiás (MPGO), por meio do Grupo de Atuação Especial de Combate ao Crime Organizado (Gaeco) e da Coordenadoria de Segurança Institucional e Inteligência (CSI). De acordo com o órgão, a ação visa a obtenção de novos vestígios sobre a manipulação de resultados de jogos de futebol profissional — inclusive da Série A do Campeonato Brasileiro. De acordo com o MPGO, há suspeitas de que o grupo criminoso tenha concretamente atuado em pelo menos cinco jogos da Série A do Campeonato Brasileiro de Futebol de 2022, assim como em cinco partidas de campeonatos estaduais, entre eles, os campeonatos goiano, gaúcho, mato-grossense e paulista, todos no ano de 2023. Foram expedidos três mandados de prisão preventiva e outros 20 de busca e apreensão em 16 municípios de seis estados. As determinações são cumpridas em Goiânia (GO), São Paulo (SP), Rio de Janeiro (RJ), Recife (PE), Pelotas (RS), Santa Maria (RS), Erechim (RS), Chapecó (SC), Tubarão (SC), Bragança Paulista (SP), Guarulhos (SP), Santo André (SP), Santana do Parnaíba (SP), Santos (SP), Taubaté (SP) e Presidente Venceslau (SP).
No dia 10 de maio, foi revelada uma planilha presente na investigação. Segundo o documento, que cita nomes de novos atletas (que ainda não haviam aparecido anteriormente), os apostadores previam sinais (pagamentos parciais antecipados) de 10 a 50 mil reais em cada operação. Os valores totais variam entre R$ 50 e 80 mil.

### Acordos com o MP
Quatro jogadores descobertos no esquema admitiram envolvimento e não foram denunciados: o zagueiro Kevin Lomónaco, do Bragantino, o lateral-esquerdo Moraes, do Atlético-GO, o volante Nikolas Farias, do Novo Hamburgo, e o atacante Jarro Pedroso, do Inter de Santa Maria.

### Tombense citado no relatório da Sportradar
A Tombense, de Minas Gerais, alvo de investigação pelo Ministério Público de Goiás (MPGO) na operação Penalidade Máxima, por suspeita de manipulação, aparece no relatório da Sportradar, uma multinacional que desenvolve tecnologias para ajudar federações a identificarem fraudes esportivas, com dois jogos da Série B do Campeonato Brasileiro que juntos, movimentaram 433 mil reais.

## Envolvidos
Ao início da segunda fase da operação, 16 pessoas estavam envolvidas nas investigações. Esse número aumentou após novas atualizações. Bruno Lopez de Moura, apostador que havia sido detido na primeira fase da operação, é visto pelo MP como líder da Máfia das Apostas.

### Jogadores denunciados
- Eduardo Bauermann (Santos)
- Gabriel Tota (Ypiranga-RS)
- Victor Ramos (Chapecoense)
- Igor Cariús (Sport)
- Paulo Miranda (sem clube)
- Fernando Neto (São Bernardo)
- Matheus Gomes (ex-Sergipe, sem clube)
- Romário (ex-Vila Nova)
- Joseph (Tombense)
- Mateusinho (ex-Sampaio Corrêa, hoje no Cuiabá)
- Gabriel Domingos (Vila Nova)
- Allan Godói (Sampaio Corrêa)
- André Queixo (ex-Sampaio Corrêa, hoje no Ituano)
- Ygor Catatau (ex-Sampaio Corrêa, hoje no Sepahan, do Irã)
- Paulo Sérgio (ex-Sampaio Corrêa, hoje no Operário-PR)
- Nino Paraíba (América-MG)
- Alef Manga (Coritiba)

### Apostadores e membros da organização
- Bruno Lopez de Moura
- Ícaro Fernando Calixto dos Santos
- Luís Felipe Rodrigues de Castro
- Victor Yamasaki Fernandes
- Zildo Peixoto Neto
- Thiago Chambó Andrade
- Romário Hugo dos Santos
- William de Oliveira Souza
- Pedro Gama dos Santos Júnior

## Jogos investigados
Veja abaixo esta lista dos jogos dos campeonatos investigados pelo Ministério Público do estado de Goiás no âmbito da Operação Penalidade Máxima II, aceita pela Justiça do estado.

### Campeonato Brasileiro Série A
- Palmeiras x Juventude (10 de setembro de 2022)
- Juventude x Fortaleza (17 de setembro de 2022)
- Goiás x Juventude (5 de novembro de 2022)
- Ceará x Cuiabá (16 de outubro de 2022)
- Red Bull Bragantino x América-MG (5 de novembro de 2022)
- Santos x Avaí (5 de novembro de 2022)
- Botafogo x Santos (10 de novembro de 2022)
- Palmeiras x Cuiabá (6 de novembro de 2022)

### Campeonato Brasileiro Série B
- Sport x Operário-PR (28 de outubro de 2022)

### Campeonato Paulista
- Guarani x Portuguesa (8 de fevereiro de 2023)
- Red Bull Bragantino x Portuguesa (21 de janeiro de 2023)

### Campeonato Gaúcho
- Caxias x São Luiz-RS (12 de fevereiro de 2023)